# Commission scolaire des Phares
 (septembre 2020).
Pour les raisons suivantes :
- Les commissions scolaires québécoises étaient une forme de gouvernement local composé de commissaires élus et disposant de pouvoirs de taxation. Leur admissibilité dans Wikipédia est bien établie.
- Par contre, les centres de service scolaires sont plutôt des centres administratifs relevant du ministère de l'Éducation. Leur mode de gestion et leurs pouvoirs sont différents de ceux des commissions scolaires. Leur admissibilité selon les critères de Wikipédia n'a pas encore été démontrée.
- Vu leur nature différente, les éventuels articles sur les centres de services scolaires devraient être distincts de ceux des commissions scolaires, et non des renommages de ceux-ci.
- Les contributeurs sont invités à discuter de ce sujet sur Discussion Projet:Québec.

La commission scolaire des Phares est une ancienne commission scolaire située dans la région administrative du Bas-Saint-Laurent au Québec (Canada). Il s'agit de l'un des quatre centre de services scolaires à desservir cette région, le territoire desservi par le centre de services des Phares comprenant les municipalités régionales de comté de La Mitis et de Rimouski-Neigette.

## Histoire
C'est la fusion le 1er juillet 1998, des commissions scolaires de la Mitis et de Rimouski-Neigette qui a donné naissance à la commission scolaire des Phares.
Elle est abolie le 15 juin 2020, et remplacée par un Centre de services scolaire.

## Clientèle
En 2012-2013, la clientèle scolaire de la commission est d'environ 10 000 élèves dont environ 8 300 élèves aux niveaux primaire et secondaire et 8 300 adultes inscrits dans des cours de formation professionnelle ou de formation aux adultes.  

## Territoire
Le territoire de le centre de services scolaire comprend la totalité de celui des municipalités régionales de comté de La Mitis et de Rimouski-Neigette dans le Bas-Saint-Laurent. 

### District 1
- Alizés
- Cheminots
- Mistral
- Norjoli
- Portage
- CFPMM1
- CFAMM1

### District 2
- Bois-et-Marées
- Des Sources
- Grand-Pavois
- Hauts-Plateaux
- Lévesque
- Rose-des-Vents
- Sainte-Luce

### District 3
- Aquarelle
- Beaux-Séjours
- Élisabeth-Turgeon
- Estran
- Rocher-D’Auteuil

### District 4
- Boijoli
- Colombe
- Écho-des-Montagnes/
- Lavoie
- Merisiers
- Mont-Saint-Louis
- Saint-Rosaire

### District 5
- Paul-Hubert
- Saint-Jean
- Langevin
- CFRN – FGA1
- CFRN – FP1

### Écoles primaires
- École de l’Écho-des-Montagnes
- École Lavoie
- École de l’Estran
- École Élisabeth-Turgeon
- École Boijoli
- École de la Colombe
- École des Bois-et-Marées
- École Lévesque
- École du Grand-Pavois–de Sainte-Agnès
- École du Grand-Pavois–de Saint-Yves
- École de l’Aquarelle
- École des Sources
- École de Mont-Saint-Louis
- École Saint-Rosaire
- École de la Rose-des-Vents
- École des Merisiers
- École des Beaux-Séjours–de Sainte-Odile
- École des Beaux-Séjours–D’Amours
- École du Rocher
- École D’Auteuil
- École des Alizés
- École Norjoli
- École des Cheminots–de Saint-Rémi
- École des Cheminots–des Quatre-Vents
- École des Cheminots–du Sommet
- École des Cheminots-de l'Envol
- École du Portage–de la Rivière
- École du Portage–de l'Arc-en-Ciel
- École du Portage–du Clair-Soleil
- École des Hauts-Plateaux–de la Source
- École des Hauts-Plateaux–Marie-Élisabeth

### Écoles secondaires
- École de l’Écho-des-Montagnes–Lavoie (Saint-Fabien)
- École Paul-Hubert (Rimouski)
- École Boijoli (Saint-Narcisse)
- École Langevin (Rimouski)
- École Saint-Jean (Rimouski)
- École de Sainte-Luce–des Bois-et-Marées–Lévesque (Sainte-Luce)
- École du Havre–Saint-Rosaire (Rimouski)
- École des Merisiers (Rimouski)
- École du Mistral (Mont-Joli)
- École des Hauts-Plateaux (Les Hauteurs)